# The Right Bride – Meerjungfrauen ticken anders
The Right Bride – Meerjungfrauen ticken anders (Originaltitel: Ceremony) ist ein US-amerikanischer Spielfilm von Max Winkler aus dem Jahr 2010 mit Michael Angarano und Uma Thurman.

## Handlung
Der Kinderbuchautor Sam überzeugt seinen ehemals besten Freund Marshall miteinander ein Wochenende auf einem eleganten Anwesen am Meer zu verbringen, das einem bekannten Dokumentarfilmmacher gehört. Doch es wird schnell klar, dass es Sam weniger darum geht, die Freundschaft mit Marshall zu erneuern. Vielmehr möchte er die Hochzeit zwischen dem Dokumentarfilmmacher und dessen Verlobten Zoe verhindern, die eine ehemalige Geliebte von Sam ist. Doch Sams Plan scheitert und er muss erkennen, wie kompliziert Liebe und Freundschaft sein können.

## Produktion
The Right Bride – Meerjungfrauen ticken anders war der erste Spielfilm von Max Winkler.

## Veröffentlichung
The Right Bride – Meerjungfrauen ticken anders wurde am 13. September 2010 auf dem Toronto International Film Festival uraufgeführt. In den Vereinigten Staaten wurde der Film am 4. März 2011 als Video-on-Demand veröffentlicht. In Deutschland wurde er erstmals am 18. August 2013 im Ersten im Fernsehen gezeigt und erschien am 6. September 2013 auf DVD und  Blu-ray Disc.

## Kritik
„Betont herzige, melancholisch getönte romantische Komödie; dank der Besetzung sowie des lakonischen Tonfalls einer der angenehmeren Vertreter des Genres.“